# Крај (Удине)
Крај је насеље у Италији у округу Удине, региону Фурланија-Јулијска крајина.
Према процени из 2011. у насељу је живело 10 становника. Насеље се налази на надморској висини од 834 м.